# یوتاکا میزوتانی
یوتاکا میزوتانی (انگلیسی: Yutaka Mizutani؛ زادهٔ ۱۴ ژوئیهٔ ۱۹۵۲) خواننده، بازیگر، بازیگر خردسال، کارگردان فیلم، و اهالی کسب‌وکار اهل ژاپن است. وی از سال ۱۹۶۵ میلادی تاکنون مشغول فعالیت بوده‌است.